# Mojca Mavec
Mojca Mavec, slovenska novinarka in televizijska voditeljica, * 24. oktober 1973.
Mojca je gimnazijo obiskovala v Ljubljani, po končani srednji šoli pa je študirala novinarstvo in hispanistiko (španščino). Po nedokončanem študiju je začela delati na televiziji, kjer je vodila več TV oddaj. Na RTV Slovenija je več kot 20 let ustvarjala priljubljeno serijo popotniških oddaj Čez planke, leta 2023 pa tudi kuharsko-izobraževalno oddajo Ratatujci. Vodila je tudi oddajo Dobro jutro, nekdaj pa je poleti vodila še vsakovečerno oddajo Poletna scena.
Julija 2007 je bila obtožena plagiatorstva, saj se je pod pretvezo, da so kolumne njeno avtorsko delo, pod njih podpisovala s svojim lastnim imenom, čeprav se je kasneje izkazalo, da je kolumne le prevedla iz drugih jezikov. Zaradi tega je izgubila delo kolumnistke pri reviji Ona in blogerke, še vedno pa dela kot televizijska voditeljica na RTV.
Zaradi finančnih težav RTV Slovenije jo je v začetku 2024 vodstvo televizije poslalo na čakanje.

## Voditeljica glasbenih dogodkov
- 1996: Zlati petelini 1996 (z Ivanom Lotričem)
- 1997: EMA 1997
- 1998: EMA '98
- 1998: Zlati petelini 1998
- 1999: EMA '99
- 2000: Zlati petelini 2000 (z Mariem Galuničem)
- 2001: EMA 2001 – predizbor, televoting v finalu
- 2007: EMA 07 – 2. preizbor (z Gorazdom Dominkom)
- 2007: Festival narečnih popevk 2007
- 2012: Slovenska popevka 2012 (z Mariem Galuničem)

Bila je tudi komentatorka Pesmi Evrovizije, in sicer v letih 2005–2007, 2021 in 2024–2025.